# Oláhgorbói fatemplom
Az oláhgorbói fatemplom műemlék Romániában, Fehér megyében. A romániai műemlékek jegyzékében az AB-II-m-A-00231 sorszámon szerepel.